# Koraćica

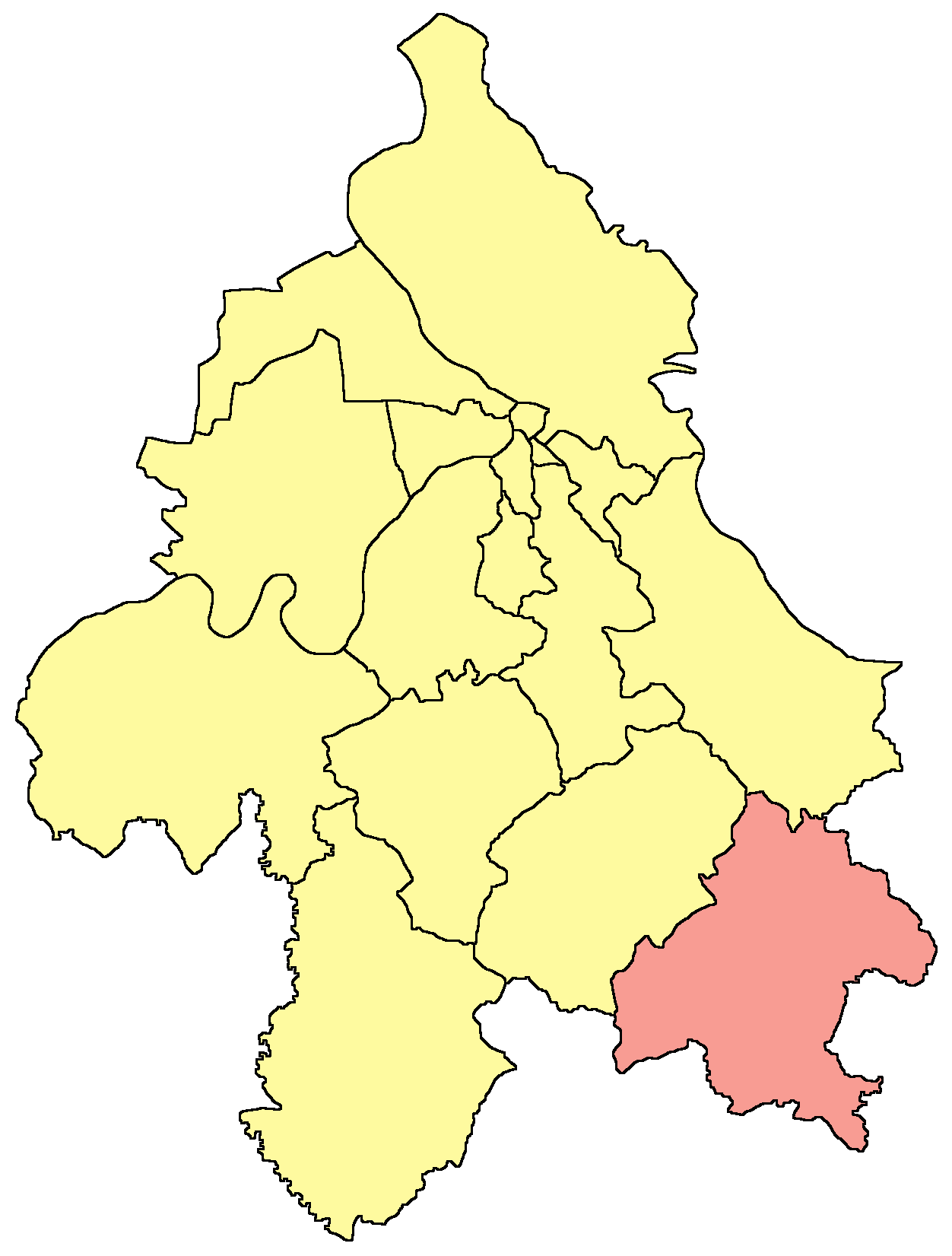
Localisation de la municipalité de Mladenovac dans la Ville de Belgrade

Koraćica (en serbe cyrillique : Кораћица) est une localité de Serbie située dans la municipalité de Mladenovac et sur le territoire de la Ville de Belgrade. Au recensement de 2011, elle comptait 1 962 habitants.
Koraćica, officiellement classée parmi les villages de Serbie, est située sur les pentes orientales du mont Kosmaj. Le monastère orthodoxe serbe de Pavlovac est situé sur le territoire du village.

## Démographie

### Évolution historique de la population
| 1948  | 1953  | 1961  | 1971  | 1981  | 1991  | 2002  | 2011  |
| ----- | ----- | ----- | ----- | ----- | ----- | ----- | ----- |
| 2 478 | 2 426 | 2 260 | 2 023 | 1 928 | 1 878 | 1 924 | 1 962 |

|  |